# Анатолий (Мартыновский)
Архие́пископ Анато́лий (в миру Августин Васильевич Мартыновский; 1793, Ольгопольский уезд, Подольская губерния — 1872) — епископ Православной российской церкви, архиепископ Могилёвский и Мстиславский, духовный писатель, магистр Киевской духовной академии.

## Биография
Августин Васильевич Мартыновский родился в 1793 году в селе Мясковка Ольгопольского уезда Подольской губернии в семье бывшего священника—грекокатолика, который принял православие за пять лет до рождения сына.
Первоначальное образование получил в Шаргородском духовном училище, затем, в 1801 году поступил в Каменец-Подольскую семинарию, ещё обучаясь в богословском классе которой в 1812 году был определён учителем рисовального искусства, затем преподавал ещё арифметику и польский язык.
```
В 1817 году женился и 15 декабря был рукоположён во священника м. Граново 
Гайсинского уезда
. Через год овдовел и, оставив приход, поселился в Каменец-подольском монастыре. В 1822 году, 5 мая принял 
монашеский постриг
 с именем Анатолий, а 12 октября следующего года поступил на высшее отделение 
Киевской духовной академии
, которое окончил 11 декабря 1825 года, а ещё два года спустя получил степень магистра.
```

18 мая 1829 года занял должность ректора Курской духовной семинарии, а 7 июня был возведён в сан архимандрита и назначен настоятелем Рыльского Николаевского монастыря.
14 апреля 1832 года архимандрит Анатолий назначен ректором Новгородской семинарии, а с 29 апреля определён в Антониев монастырь города Новгорода на должность настоятеля.
4 августа 1840 года был хиротонисан во епископа Екатеринбургского, викария Пермской епархии. С 10 июня 1841 года — епископ Острожский, викарий Волынской епархии. 22 ноября 1844 года назначен на Могилёвскую и Мстиславскую кафедру, а 19 апреля 1853 года получил сан архиепископа.
В городе Могилёве архиепископ Анатолий устроил училище для девушек духовного звания, способствовал основанию церковных школ, вёл собеседования с раскольниками.
Известно его «Послание к почетнейшим мнимым старообрядцам Спасовой Гомельской слободы», напечатанное в «Христианском Чтении» в 1855 году. Против римо-католиков архиепископ Анатолий написал сочинение «Об отношениях римской церкви к другим христианским церквам и ко всему человеческому роду» (Санкт-Петербург, 1857), под псевдонимом «Авдий Востоков».
17 июля 1860 года архиепископ Анатолий был уволен на покой с пребыванием в Гербовецком Успенском монастыре где скончался 8 (20) августа 1872 года.